# Los 80
Los 80 va ser una sèrie de televisió xilena, produïda per Canal 13 amb Wood Produccions en el marc de el projecte per a la celebració del bicentenari de país.
Protagonitzada per Daniel Muñoz i Tamara Acosta, està inspirada en la sèrie espanyola Cuéntame cómo pasó, centrant-se en els esdeveniments ocorreguts a Xile durant la dècada de 1980 des de la visió dels Herrera, una família de classe mitjana que viu a Santiago de Xile.
La quarta temporada de la sèrie, ambientada l'any 1986, es va estrenar al Canal 13 el 16 de octubre de 2011 i va ser la temporada més vista de la sèrie. El primer episodi de la temporada, " El viatge ", va ser el segon més vist de la sèrie amb 34,3 punts de quota de pantalla, només superat pel sisè capítol de la mateixa temporada, "Mares coratge", emès el 20 novembre de 2011 i que va arribar fins als 34,6 punts, convertint-se en el més vist en la història de la sèrie. La temporada va finalitzar el 20 de desembre de 2011 amb l'episodi " Quan només ens queda resar ", obtenint 34 punts mitjana de sintonia i quedant-se com el tercer capítol més vist de la història de la sèrie.
Fins a la quarta temporada, la sèrie es va consolidar com el programa de ficció més reeixit de la televisió de Xile, a més d'aconseguir ser el programa de transmissió regular més vist de l'any en Xile. A l'acabar la quarta temporada, la producció de la sèrie ja es trobava en procés de documentació per a la cinquena temporada. La cinquena temporada va debutar el 23 de setembre de 2012 amb el capítol " Fe ". La sisena temporada es va ser estrenar el diumenge 13 de octubre de 2013.
Finalment, a l'agost de 2014, El Canal 13 va anunciar la setena temporada de la sèrie, basada en l'any 1989, la qual va començar a ser emesa a partir de el 5 d'octubre d'aquest any i que va marcar el final de la sèrie. Els enregistraments van finalitzar el dimarts 18 de novembre de 2014, enmig de llàgrimes i abraçades.

## Argument
La història de la sèrie es va situar entre els anys 1982 i 1990 (tot i que amb petits salts a 2014), en plena dictadura de Pinochet i gira al voltant dels diversos successos històrics ocorreguts durant la dècada de 1980, i que van marcar el país deixant un llegat històric inesborrable com, per exemple, la gran crisi econòmica d'aquests anys i el terratrèmol de 7,8 M W ocorregut l'any 1985 a Santiago. Tots aquests successos són mostrats i narrats des de la realitat d'una família de classe mitjana típica del Xile d'aquests anys i com van viure la realitat d'aquesta dècada.

## Personatges
El primer actor famós amb el qual es va contactar i el primer que va confirmar va ser Daniel Muñoz, el qual va encarnar el pare de la família. Acosta va fer un càsting tot i que, com descriu Alberto Gesswein, «em s'entestaven que era massa jove». Loreto Aravena va ser l'última a provar per al paper de Claudia i, tot i així, no els convencia. «La Loreto ens va agradar, va ser la que millor ho va fer. Però estàvem indecisos. És la que va arribar més a prop, però teníem dubtes no tant de la seva capacitat, sinó de la comparació d'edat amb Tamara ». Als nens, Lucas Bolvarán i Pablo Freire, els van trobar per un càsting obert al matinal de canal.
Els Herrera són una família de classe mitjana composta pel pare de família Juan Alberto Herrera González (Daniel Muñoz), el cap i sostenidor de la família, prudent, humil, responsable i masclista sense reconèixer-ho, casat amb Ana López Matamala (Tamara Acosta), una dona de 41 anys, mare de la família, sempre preocupada per aquesta, tot i que és una dona treballadora i independent. Dedica la seva vida a la seva família, s'encarrega de les tasques de la llar i la criança dels fills. És impulsiva i sociable, a més de assertiva i decisiva quan es tracta del benestar dels seus. Junts tenen quatre fills, dels quals la major és Claudia Andrea Herrera López (Loreto Aravena), la primera dona d'entre els germans, pel que és la més consentida pel seu pare, té 20 anys i és la més tenaç. El segon és Martín Antonio Herrera López (Tomás Verdejo), de 17 anys, a qui li agrada el món militar i mostra el seu anhel de pertànyer a les Forces Armades quan sigui adult. El tercer és Félix Patricio Herrera López (Lucas Escobar), consentit per la seva mare, de 10 anys, inquiet, impressionable i observador, li interessa el que passa davant dels seus ulls, i sempre fa preguntes que incomoden als adults en tractar de satisfer seva curiositat respecte a la situació de país. Durant el capítol final de la segona temporada neix el quart fill de la família, de nom Anna, igual que la seva mare.
Els Herrera tenen com a veïns a Nancy Mora (Katty Kowaleczko), mare soltera, veïna i amiga de l'Anna, el seu únic fill Bruno Mora Mora (Pablo Freire), el millor amic de Félix. Nancy posteriorment inicia una relació amb Exequiel Pacheco (Daniel Alcaíno), amic, col·lega i compare de Joan Herrera.